# Ельнинское сельское поселение
Е́льнинское се́льское поселе́ние — упразднённое муниципальное образование в Гагаринском районе Смоленской области России.
Административный центр — деревня Ельня.
К 1 января 2019 года все населённые пункты вошли в Кармановское сельское поселение.

## Географические данные
- Общая площадь: 210 км²
- Расположение: северная часть Гагаринского района
- Граничило:
  - на севере — с Тверской областью
  - на востоке и юго-востоке — с Кармановским сельским поселением
  - на юго-западе — с Родомановским сельским поселением
  - на западе — с Сычёвским районом
- Крупные реки: Яуза, водохранилища: Яузское, Вазузское.

## Население
| 2007 | 2011 | 2012 | 2013 | 2014 | 2015 | 2016 |
| ---- | ---- | ---- | ---- | ---- | ---- | ---- |
| 568  | ↘554 | ↘528 | ↘509 | ↘484 | ↘479 | ↗485 |
| 2017 | 2018 | 2019 |      |      |      |      |
| ↘481 | ↘472 | ↘463 |      |      |      |      |

## Населённые пункты
| №  | Населённый пункт | Тип населённого пункта | Население |
| -- | ---------------- | ---------------------- | --------- |
| 1  | Вишенка          | деревня                | 2         |
| 2  | Выродово         | деревня                | 0         |
| 3  | Гладкое          | деревня                | 0         |
| 4  | Двоешки          | деревня                | 2         |
| 5  | Дубинино         | деревня                | 102       |
| 6  | Ельня            | деревня                | 353       |
| 7  | Королёво         | деревня                | 1         |
| 8  | Лебедки          | деревня                | 27        |
| 9  | Мякотино         | деревня                | 0         |
| 10 | Раменка          | деревня                | 1         |
| 11 | Решетниково      | деревня                | 17        |
| 12 | Сабурово         | деревня                | 24        |
| 13 | Хреновая         | деревня                | 2         |

## Экономика
Сельхозпредприятия, магазины, охотохозяйство.